# Ciclotron

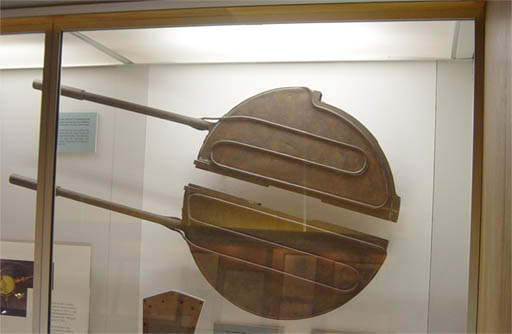
Un ciclotron construit de Ernest Lawrence aflat astăzi la Lawrence Hall of Science în Berkeley, California. Țevi de răcire sunt vizibile pe suprafața celor doi electrozi în formă de D.

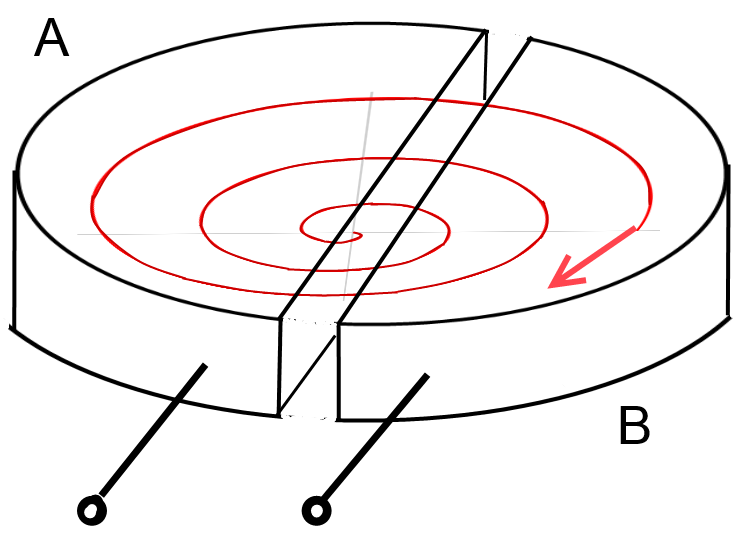
Schema ciclotronului

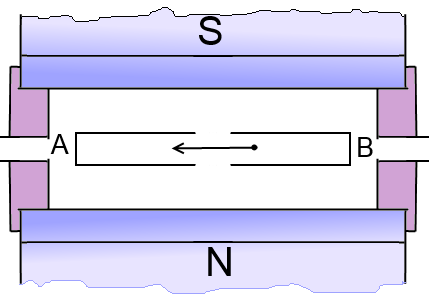
Câmpul magnetic din interiorul ciclotronului

Ciclotronul este un tip de accelerator de particule.

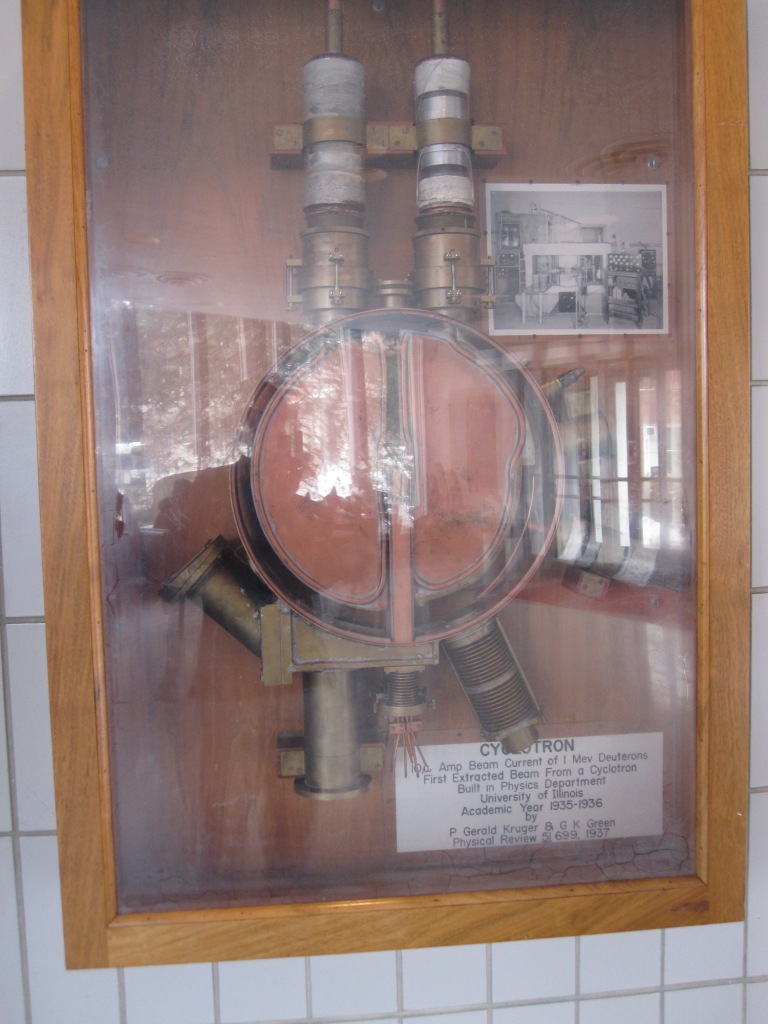
Un alt ciclotron cu cele două structuri în forma de D construit la Universitatea Illinois în anii 1935-1936. Electrozi de înaltă tensiune în contact cu cele două structuri sunt vizibili în partea de sus. În acest model a fost posibilă extracția particulelor accelerate (în acest caz, deuteroni cu energia de 1 MeV și un curent (echivalent cu un flux) de 10 μA). Aceasta se realiza prin aplicarea unui voltaj la electrodul vizibil în poziția "est-sud-est", care trimitea fluxul de deuteroni în direcție orizontală spre stânga, tangent cu poziția "sud".

Deoarece particulele se deplasează pe o traiectorie în formă de spirală, ciclotronul este un model de accelerator intermediar între acceleratorul linear și cel circular.
Ciclotronul nu poate accelera particule la viteze apropiate de cea a luminii. Din acest motiv, a fost înlocuit de betatron și de sincrotron.
Efectul relativistic care limitează utilitatea ciclotronului este mai puțin important pentru particule cu masa de repaus ridicată. Ciclotroane continuă să fie utilizate pentru accelerarea ionilor "grei" în scopuri terapeutice și ca surse de particule pentru cercetarea de fizică nucleară. Cel mai mare ciclotron are un diametru de 18 metri și se află la Universitatea British Columbia în Canada.

## Istoric
Ciclotronul a fost inventat în 1929 de Ernest Lawrence la Universitatea California (Berkeley). Primul dispozitiv funcțional a accelerat protoni în 1931 la o energie maximă de 1 MeV (un milion de electronvolți).

## Principiul de funcționare
Într-un câmp magnetic constant, asupra unei particule cu sarcină electrică {\displaystyle q} și masa {\displaystyle m} acționează o forță perpendiculară pe planul definit de vectorii viteză și câmp. Dacă viteza inițială și câmpul magnetic sunt în direcții perpendiculare, particula se deplasează astfel într-o traiectorie circulară. Câmpul magnetic perpendicular {\displaystyle B} care trece vertical prin electrozii în formă de D ai unui ciclotron acționează în mod similar asupra curentului de electroni sau ioni,
forțând particulele să se deplaseze pe o traiectorie circulară, astfel încât acestea trec repetat prin spațiul îngust dintre cei doi D.
O diferență de potențial alternantă de înaltă frecvență {\displaystyle f_{c}}, aplicată între cei doi electrozi metalici, generează un câmp electric uniform în acest spațiu (câmpul electric este nul in interiorul structurilor metalice în formă de D). Frecvența de oscilație a tensiunii aplicate, numită frecvență de ciclotron, este determinată de câmpul magnetic, sarcina și masa particulelor:
{\displaystyle f_{c}={\frac {Bq}{2\pi m}}}
Polaritatea câmpului electric este alternată astfel încât particulele sunt întotdeauna accelerate atunci cand traversează spațiul dintre electrozi. Deoarece viteza particulelor crește treptat, raza traiectoriei acestora crește de asemenea treptat. Particulele sunt introduse în centrul dispozitivului și sunt extrase la raza și viteza (sau energia) maximă.
În practică, acest lucru este realizat prin alimentarea la o sursă de curent alternativ de 104 - 105 V a celor două jumătăți de cilindru, A, B, care compun ciclotronul, numite duanți și care sunt amplasate într-o incintă vidată.
Aceasta se află într-un câmp magnetic constant N - S, perpendicular pe suprafața duanților.
Un ion generat de sursa aflată în centru ciclotronului este accelerat în câmpul electric din spațiul dintre duanți, traiectoria sa din interiorul acestora fiind circulară, de rază din ce în ce mai mare.